# Phyllalia concolor
Phyllalia concolor är en fjärilsart som beskrevs av Walker. Phyllalia concolor ingår i släktet Phyllalia och familjen Eupterotidae. Inga underarter finns listade i Catalogue of Life.